# Sather
Sather est un langage de programmation orienté objet. Il est né aux alentours de 1990 à l’International Computer Science Institute à l'Université de Berkeley, développé par une équipe internationale menée par Steve Omohundro. Il supporte le ramasse-miettes et la généricité par sous-typage.
Il vaut probablement mieux le voir comme un langage orienté objet, avec de nombreuses idées empruntées au langage Eiffel. Même le nom est inspiré d'Eiffel, la Tour Sather se situe à Berkeley. Sather s'inspire également d'autres langages de programmation et paradigmes : itérateurs, programmation par contrat, classes abstraites, héritage multiple, fonctions anonymes, surcharge d'opérateur, contrevariance. Certaines de ces caractéristiques ne sont normalement présentes que dans les langages de programmation fonctionnelle.
L'implémentation originelle de Berkeley est maintenant maintenue par de nombreuses personnes, pas toutes de Berkeley, et a été adoptée par la Free Software Foundation. Il existe au moins deux autres implémentations : Sather-K de l'université de Karlsruhe, et Sather-W de l’université de Waikato.
Sather est implémenté par un compilateur vers le langage C, c'est-à-dire que le compilateur ne sort pas du code objet ni du code machine, mais des fichiers source C en tant que langage intermédiaire.

## Hello world
```
 
class
 
HELLO_WORLD
 
is

  
main
 
is
 

   
#
OUT
+
"Hello World\n"
;
 

  
end
;
 

 
end
;

```